# ジェレミー・ブレット
ジェレミー・ブレット（Jeremy Brett, 本名：Peter Jeremy William Huggins, 1933年11月3日 - 1995年9月12日） は、イギリスの俳優。

## 来歴・人物

### 生い立ち
イングランドのウォリックシャー州（現在はウェスト・ミッドランズ）バークスウェルに、州地方長官の息子として生まれる。出生年月は諸説あり、1933年11月3日または12月3日に生まれたとされるが、1935年に生まれたとの出典も存在する。
四人兄弟の末っ子であり、ブレットは幼少期から歌を歌ったり演劇を観るのが好きで、8歳の頃から俳優になりたかったと話している。
一族は食品会社キャドバリー社の経営者一族であったため、ブレットは恵まれた環境で育った。パブリック・スクールの名門イートン校に進むが、在学中はディスレクシアのために苦労したという。
親戚に、イギリスの国民的人気ドラマ『ドクター・マーチン』の主役として有名なマーティン・クルーンズがいる。

### 舞台・映画での活動
セントラル・スクール・オブ・スピーチ・アンド・ドラマで演技を学び、1954年にマンチェスターで初舞台を踏む。俳優となったことでの家名の不名誉を避けるべしとの父の要求により、初めて着たスーツのラベルに書かれていた「Brett & Co.」という店名に因み「ジェレミー・ブレット」という芸名を名乗る。1956年には『リチャード2世』のオーマール公役でブロードウェイに進出した。
1958年に女優のアンナ・マッセイ（俳優レイモンド・マッセイの娘）と結婚したが、1962年に離婚。ブレットが男性と不倫して自分のもとを離れたためだとマッセイは主張している。マッセイとの間に生まれた息子のデイヴィッド・ハギンズはイラストレーター兼小説家となった。
1967年から1971年にかけて、当時ローレンス・オリヴィエが率いていたナショナル・シアター・カンパニーに参加し、シェイクスピア作品をはじめとする多数の舞台に出演している。
ブレットは1960年代から多くのテレビドラマにも出演した。初期に主演したものでは、『Armchair Theatre』（ITV）シリーズで放送された『ドリアン・グレイの肖像』（1961年）は特に評価が高く、その後のブレットの華々しいキャリアを指し示すものとなった。さらに、1966年のBBC版ドラマ『三銃士』でのダルタニャン役や、ローレンス・オリヴィエがシャイロックを演じた1973年のATV版『ヴェニスの商人』でのバサーニオ役などが有名である。
映画では、アメリカ＝イタリア合作でトルストイの原作を映画化した『戦争と平和』（1956年）に出演。ナターシャの兄役として、オードリー・ヘプバーンやヘンリー・フォンダと共演している。
最も知名度の高い映画への出演としては、1964年の映画『マイ・フェア・レディ』がある。ブレットはオードリー・ヘプバーン演じる主人公に思いを寄せる若き貴族フレディを演じた。ちなみに、フレディがイライザの住む家を見上げるシーンで、有名なナンバー「君住む街角」（On the Street Where You Live）が歌われている。ただし、ブレット自身の歌声も美声ではあるが、ここでの歌はビル・シャーリーによる吹き替えである。
1969年の映画『女王陛下の007』ではジェームズ・ボンド役の候補に名前が挙がるが、結局ジョージ・レーゼンビーがボンド役を獲得した。また、『007 死ぬのは奴らだ』のオーディションも受けたが、結局ボンド役を得ることはなかった。
1971年には、イギリス＝アメリカ合作映画の『ニコライとアレクサンドラ』に、クレジットはされていないもののロシア人の軍人役で出演している。
1976年、7年間交際していた俳優のゲイリー・ボンドと破局し、アメリカ人プロデューサーのジョーン・ウィルソンと再婚する。1973年から1978年にかけては俳優のポール・シェナーとも恋愛関係にあった。
結婚後にはアメリカに移住し、『The Love Boat』（1977年 - 1986年）や、『超人ハルク』（1977年 - 1982年）、『Hart to Hart』（1979年 - 1984年）、『宇宙空母ギャラクティカ』（1980年）などの人気ドラマシリーズにも出演した。アメリカでの知名度と人気の上昇は、アメリカでの放送も念頭に置かれて企画されたグラナダテレビ制作の『シャーロック・ホームズの冒険』主演への抜擢にも繋がっていくことになる。
10年間の結婚生活の後、1985年7月にウィルソンが癌で亡くなった後は再婚することはなかった。1988年12月のTVTimesのインタビューでブレットは「Joan was my confidence and without her there was no reason to go on.（彼女は私の自信だった。彼女なしでは人生の意味を持てなかった）」とその深い悲しみを語っている。
1978年、アメリカでの舞台『ドラキュラ』の主役に抜擢されて大きな成功を収めた。ブレットは血を求め女性を誘惑するドラキュラ伯爵役であり、役に完全になりきった風貌と演技で各地の女性たちを熱狂させた。ロサンゼルス、サンフランシスコ、シカゴでの巡業で絶賛され、それまでで最高の売上記録を更新した。
翌1979年には、BBCのドラマシリーズ『レベッカ』で主演を務め好評を博した。ちなみにこの時のヒロイン役はジョアンナ・デヴィッドであり、グラナダ版『シャーロック・ホームズの冒険』の最終回となった「ボール箱」（1994年）に出演し、ブレットとの再共演を果たした。
1980年にはロサンゼルスでの舞台『シャーロック・ホームズ 探偵物語 血の十字架』でジョン・H・ワトスンを演じた（シャーロック・ホームズ役はチャールトン・ヘストン）。

### シャーロック・ホームズ
舞台や映画などで幅広く活動を展開したブレットだが、1984年より放映されたグラナダテレビ版（日本ではNHKで放映）の『シャーロック・ホームズの冒険』（全41話）でのシャーロック・ホームズ役が特に有名である。
原作からイメージされるホームズの風貌や仕草、性格を完璧に体現し、これ以上のハマり役はいないと高く評価された。ブレットのホームズは史上最高であると高く評価されており、伝説のホームズ俳優であるウィリアム・ジレットや、イギリスのホームズファン協会の公認する唯一の俳優といわれたピーター・カッシング、数多くの映画でホームズを演じたベイジル・ラスボーンをも凌ぐとされる。アメリカの著名な演劇評論家であるメル・ガッソウは「息を呑むほどの分析力、奇怪な変装術、落ち着いた雰囲気、複雑極まりない事件を解決するという熱意。ブレットこそは理想的なホームズである」とブレットのホームズ役を絶賛している。
また、視聴者や批評家たちを驚かせたものには、ブレットの類いまれな運動能力もあった。ブレットの演じるホームズは乗馬をこなすだけでなく、ソファを飛び越えたり、壁をよじ登ったり、あるいは高い橋の欄干をガードもなく歩いていたりする。こういった魅力的なシーンは、『シャーロック・ホームズの冒険』が語られる際に常に言及されている。
1982年2月にグラナダテレビのプロデューサーであるマイケル・コックスからブレットに対して出演依頼があった時、すでに何度も演じられてきた古典的な役自体の重圧と、今回の企画にかけられている制作費用の莫大さにも躊躇し、ブレットはすぐに承諾の返答をすることはできなかった。しかし、その後たまたま企画が延期され、別の仕事（カナダでの舞台「テンペスト」）をしながらアーサー・コナン・ドイルの原作をじっくり読む機会を得ると、ブレットは原作で描かれているホームズを演じる魅力に引き込まれるようになった。数ヶ月後、再び出演の依頼が来た時には、ブレットはホームズを演じる決意をしていた。
ブレット自身は、1980年の「四人の署名」をベースにした舞台『The Crucifer of Blood（シャーロック・ホームズ 探偵物語 血の十字架）』でワトスン役を演じた時に自ら語っているように、人に対して温かく社交的で繊細な性格であり、むしろ素の自分はホームズよりもワトスンにより近いと感じていた。しかし、その上でブレットがホームズに似ていたと言えるのは、ワトスン役のデビッド・バークや周囲の人間も認めていたようにその完璧主義の部分だった。そこで、シャーロキアンでもあるマイケル・コックスは完璧主義者のブレットが役作りにスムーズに入れるようにと、1200もの項目のある有名な「The Baker Street File: A Guide to the Appearance and Habits of Sherlock Holmes and Dr. Watson（ベーカー街ファイル：ホームズとワトソンの外観と習慣へのガイド）」を作り、ブレットを支えた。この「ベーカー街ファイル」は役者だけでなく制作スタッフ全員のバイブルとなり、ドラマにおいて精密に1890年代のイギリス社会を再現することを可能にした。
コックスは今まで映像化されてきたものとは異なる、ストランド・マガジンにあったシドニー・パジェットの挿絵と同じイメージの「シャーロック・ホームズ」のドラマを作りたいと考えていた。それはブレットの役作りの方向性と一致し、ブレットも常に現場にドイルの原作を持ち込んで撮影に臨んでいた。原作のストーリーやイメージに忠実なドラマを作るために、スタッフと役者が一丸となって作品を作っていった。
今までとは違う原作に忠実で魅力的なホームズを演じるというブレットの目論見は、今までのワトスン像を覆したいという意欲を持っていたワトスン役のデビッド・バークの比類ない演技とも相まって、1984年4月の初回放送から成功した。『シャーロック・ホームズの冒険』はイギリスとアメリカだけでなく、世界77カ国で放送されるほどの絶大な人気シリーズとなった。
その一方、初期の作品の撮影スケジュールはあまりに過密であったため、ブレットは過酷な制作現場の状況を改善するよう、グラナダテレビの上層部に上申するといったことまでしている。
第3シリーズ（1986年）からは、小さな子どものいたバークが家族との時間を持ちたいという理由によって役を降り、エドワード・ハードウィックがワトスン役に交代したが、ブレットはそういった変化も作品の質を維持するために必要なことだと語っている。実際、驚くほどスムーズにワトスン役は交替された。ハードウィックはバークに劣らない素晴らしい演技で、ブレットのホームズを支えている。
10年間に渡るテレビシリーズの間、ブレットは度々身体や精神の不調に襲われながらも、ホームズ役を掘り下げ、役を魅力的に演じることを熱心に研究し続けた。その成果の一つが舞台『The Secret of Sherlock Holmes（シャーロック・ホームズの秘密）』である。これはブレットがホームズの内面を掘り下げたその内容を基に、脚本家のジェレミー・ポールが書き起こした台本による演劇である。1988年8月から当初はウィンダムス・シアターで数週間の公演予定が、あまりの人気のために1年以上も公演が続き、さらにイギリス内の劇場を巡回することとなった。ワトスン役は、テレビドラマと同じくエドワード・ハードウィックである。当時、ブレットのホームズ人気は凄まじく、この演劇のためにアメリカや日本からだけでなく世界中からファンが押し寄せる結果となった。そのことについてブレットは、自分の予想以上にホームズが女性だけでなく、子どもたちにさえも絶大な人気があることに驚いたと話している。
ブレットがホームズの内面を深く掘り下げ演じていたその他の例としては、第4シリーズ中の作品「悪魔の足」（1988年）も取り上げることができる。ホームズがドラッグと決別するシーン（この撮影についてはコナン・ドイルの娘ジーン・コナン・ドイルから承諾を得ている）や、ワトスンをシリーズ中で唯一「ジョン」とファーストネームで呼ぶシーンなどは、ブレットの発案である。

### 双極性障害の悪化
ブレットは双極性障害を患っており、症状はウィルソンの死後に悪化した。不幸なことに、ウィルソンの晩期と「ホームズの死」がテーマとなる放送回を撮影していた時期とが重なってしまい、そのことがブレットをより精神的に困難な状況に導いた。
第3シリーズ（1986年）の撮影後にブレットの精神は限界を迎え、入院するにまで至ってしまった。また、入院について心ないゴシップ紙に様々な憶測を書き立てられたことや記者の酷い言葉なども、ブレットの精神をさらに傷つけた。
ブレットの心臓弁には16歳の時にかかったリウマチ熱による後遺症があり、ブレットの心臓は通常の成人男性のおよそ2倍の大きさであった。
心臓のために処方されたジギタリスや躁鬱病（双極性障害）のためのリチウム錠の副作用によって体重増加と水分貯留が起こり、次第にブレットの動きは緩慢なものとなる。それによって劇中でのホームズとしての演技も変化した。処方薬の心臓への負担と躁鬱病による影響はブレットの外観にも明らかに現れるようになった。
この長いテレビシリーズの間、ホームズの相棒であるワトスン役のエドワード・ハードウィックは公私ともにブレットを支え続けていた。ハードウィック夫妻の自宅に度々ブレットを招き、共に過ごしていたことなどを後に語っている。
第6シリーズの撮影が始まる頃にブレットの健康状態は再び悪化してしまう。「三破風館」の撮影中（1993年9月）に倒れてしまい、次の撮影時には看護師の元で酸素マスクを使いながら演技を行うという状況になってしまった。そのような中でも、ブレットはたった一言「But, darlings, the show must go on（直訳：しかし諸君、ショーは続けねばならない）」とだけ答えたという。
1993年の年末からは「ボール箱」の撮影が行われたが、これがブレットのホームズとしての最後の作品となった。第6シリーズの厳しい撮影スケジュールもあり、撮影が終わるとブレットはまた病院に戻ることになった。しかし、ドラマとしての出来はとても良いものであり、ブレットはこのドラマでの最後の台詞を気に入っていると話している。これは簡略に訳せば「この悲劇と暴力と恐怖の連環の意味とは何だろうか? 宇宙の目的がここにあるはずだが、我々にはその答えにたどり着くことができない」というもので、ドイルの原作からそのまま採用されている哲学的な台詞である。意図されたわけではないが、結果的に『シャーロック・ホームズの冒険』全シリーズのラストに相応しい台詞となっている。

### 晩年
最晩年の数年間にはブレットは率直に病気について語り、人々が病の兆候を認識し必要な助けを求めるよう励ましを送り続けた。ブレットは自身が躁鬱病であることや、アルコールをやめ、処方薬によって自分の精神を管理していることなどをインタビューでも語るようになった。また、そういったブレットの姿をTVで見ることで励まされているという、同じ病気を持つ人々からの手紙をブレットは大切に持っていると話している。
ブレットの最後の仕事となったのは、亡くなる直前の1995年9月3日に放送された、MDF（Manic Depressive Fellowship、躁鬱病支援団体）の広報と躁鬱病への理解を求めるラジオのチャリティー番組だった。
ブレットは、躁鬱病であっても自分のように役者として成功を収めた人間もいるということ、この病気がコントロールできるものであることなどを語り、人々に温かいメッセージを送っている。
1995年9月12日、心不全のためロンドンの自宅で亡くなる。61歳没。ブレットの葬儀は、ブレットが敬愛していた牧師でありホームズ好きでもあった、長兄のジョンによって執り行われた。
マイケル・コックスの後に1986年から『シャーロック・ホームズの冒険』のスタッフとなり、二代目プロデューサーとなったジューン・ウィンダム・デービズは、第6シリーズ（1994年）以降について、今後10年間でドイルの原作でまだ映像化していないものを二時間ドラマとして映像化していく予定だと語っていた。またブレット自身も、今はホームズに脅威を感じておらず、ひとまず休むけれども原作の全てを演じきるつもりだと語っており、今後さらに個性を生かしたホームズ役を演じることに意欲を見せていた。原作の「シャーロック・ホームズ」には、ホームズの晩年期や探偵業を引退した後の作品などもあり、ブレットが年齢を重ねていっても、おそらく素晴らしいドラマが作られていたはずである。

## 主な出演作品

### 映画
- 戦争と平和 War and Peace （1956年）
- マイ・フェア・レディ My Fair Lady （1964年）
- 恐怖の魔力/メドゥーサ・タッチ The Medusa Touch （1978年）
- マクベス Macbeth （1981年）
- 侵入者2 Mad Dogs And Englishmen （1994年）
- モル・フランダース Moll Flanders （1996年）

### 舞台
- トロイラスとクレシダ Troilus and Cressida （Winter Garden Theatre, 1957年）[注釈 10]
- ハムレット Hamlet （Oxford Playhouse, 1961年）
- The Deputy （Brooks Atkinson Theatre, 1964年）
- ドラキュラ Dracula （Al Hirschfeld Theatre, 1978-79年）
- シャーロック・ホームズ 探偵物語 血の十字架 The Crucifer of Blood （Ahmanson Theatre, 1980-81年）
- テンペスト The Tempest （Toronto, 1982年）
- We Are'nt all? （Brooks Atkinson Theatre, 1985年）
- シャーロック・ホームズの秘密 The Secret of Sherlock Holmes （Wyndham's Theatre, 1988-89年）

### テレビドラマ
- ドリアン・グレイの肖像 The Picture of Dorian Gray（1961年）
- 幽霊ソナタ The Ghost Sonata（BBC版, 1962年）[注釈 11]
- 三銃士 The Three Musketeers（1966年）
- 電撃スパイ作戦　#20 (1968年) ー　皇太子
- 理想の夫 An Ideal Husband（Play of the Month #4-9, 1969年）
- 恋がたき The Rivals（Play of the Month #5-8, 1970年）
- ヴェニスの商人 The Merchant of Venice（1973年）
- 悪口学校 The School for Scandal（Play of the Month #10-6, 1975年）
- 恋の骨折り損 Love's Labour's Lost（Play of the Month #11-3, 1975年）
- ドリアン・グレイの肖像 The Picture of Dorian Gray（Play of the Month #12-1, 1976年）
- Supernatural #4 Mr Nightingale（1977年）
- レベッカ Rebecca（1979年）
- かくも悲しい話を...: 情熱と受難の物語 The Good Soldier（1981年）
- 同意のうえ On Approval（Play of the Month #15-2, 1982年）
- 白い蘭 The Barretts of Wimpole Street（1982年）
- シャーロック・ホームズの冒険（1984年 - 1994年）

### テレビドキュメンタリー
- More Loverly Than Ever（1994年）

※『マイ・フェア・レディ』の上映から30周年を記念して制作されたメイキング番組。映画そのもののメイキングと、劣化が激しく失われかけていたフィルム修復のドキュメンタリーを兼ねている。ブレットはホストとして出演。映画について語りながら、自身の歌声が吹き替えであったことや、ヘプバーンと同様それについて大きく失望し悲しんだこともここで告白している。DVD『マイ・フェア・レディ スペシャル・エディション』に収録されている。NHKで放送されたこともあった。